# Faster Pussycat
是來自美國加利福尼亞州洛杉磯的搖滾樂團，也是1980年代末和1990年代初的硬式搖滾樂團之一，在全球已售出超過200萬張唱片。樂團由主唱泰姆·多恩、吉他手布倫特·穆斯卡和格雷格·斯蒂爾（Greg Steele）、貝斯手凱利·尼克爾斯和鼓手馬克·邁克爾斯（Mark Michals）於1985年成立。樂團經歷了眾多的陣容變更，只有多恩是唯一不變的成員。發行的專輯包括《Faster Pussycat (album)》（1987年）、《結束時叫醒我》（1989年）、《鞭打！》（1992年）及《力量與榮耀之洞》（2006年）。
樂團於1993年解散，但在2001年進行了改革而復合。

## 外部連結
- Faster Pussycat官方網站（页面存档备份，存于）
- Faster Pussycat的MySpace頁面（页面存档备份，存于）